# Останнє викрадення
«Останнє викрадення» — радянський художній чорно-білий фільм 1968 року, режисера Бараса Халзанова. Виробництво Свердловської кіностудії. Прем'єра відбулася 14 серпня 1968 року.

## Сюжет
1918 рік: в Росії йде громадянська війна. Дісталася вона і до степів Бурятії. Кавалерійський загін Червоної армії розташовується на відпочинок. Місцеві грабіжники вночі намагаються викрасти їх коней. Однак, коні гинуть в прірві. Червоноармійці потрапляють у скрутну ситуацію — опинитися без коней посеред степу, коли поруч нишпорять білокозаки, смертельно небезпечно. Заступник командира загону Абдал (Барас Халзанов) серед захоплених конокрадів впізнає свого односельця і розуміє, для кого намагалися викрасти коней — для місцевого багатія Гамзи, на якого колись він сам працював табунником. Абдал придумує план, як добути нових коней для загону. Під виглядом комерсанта він вирішує з'явитися в рідному улусі і спробувати викрасти коней у Гамзи. Багато пригод доведеться пережити Абдалу, не раз життя його буде висіти на волосині, але він зробить все, щоб здійснити задумане і врятувати свій загін.

## У ролях
- Барас Халзанов — Абдай
- Асанбек Умуралієв — Гамза
- Лариса Єгорова — Медегма
- Дагба Дондуков — Балбар
- Гомбожап Цидинжапов — Жонди, дядько Абдая
- Буда Вампилов — Гулва
- Володимир Маренков — командир
- Володимир Лаптєв — червоноармієць
- Цеден Дамдинов — епізод
- Володимир Покровський — епізод

## Знімальна група
- Режисер — Барас Халзанов
- Сценарій — Барас Халзанов, Олександр Столпер
- Оператор — Сергій Гаврилов
- Композитор — Євген Крилатов